# Schwarzholz (Gemeinde Ulrichsberg)
Schwarzholz ist eine Siedlung in der Gemeinde Ulrichsberg im Bezirk Rohrbach in Oberösterreich.

## Geographie
Die Streusiedlung Schwarzholz gehört zur Ortschaft Berdetschlag und liegt nordwestlich des Gemeindehauptorts Ulrichsberg am rechten Ufer der Großen Mühl. Sie ist Teil der 22.302 Hektar großen Important Bird Area Böhmerwald und Mühltal. Nordwestlich der Siedlung, an der Großen Mühl, erstreckt sich das 23 Hektar große Naturschutzgebiet Torfau. Unmittelbar neben Schwarzholz befindet sich das 9.350 Hektar große Europaschutzgebiet Böhmerwald-Mühltäler.

## Kultur und Sehenswürdigkeiten

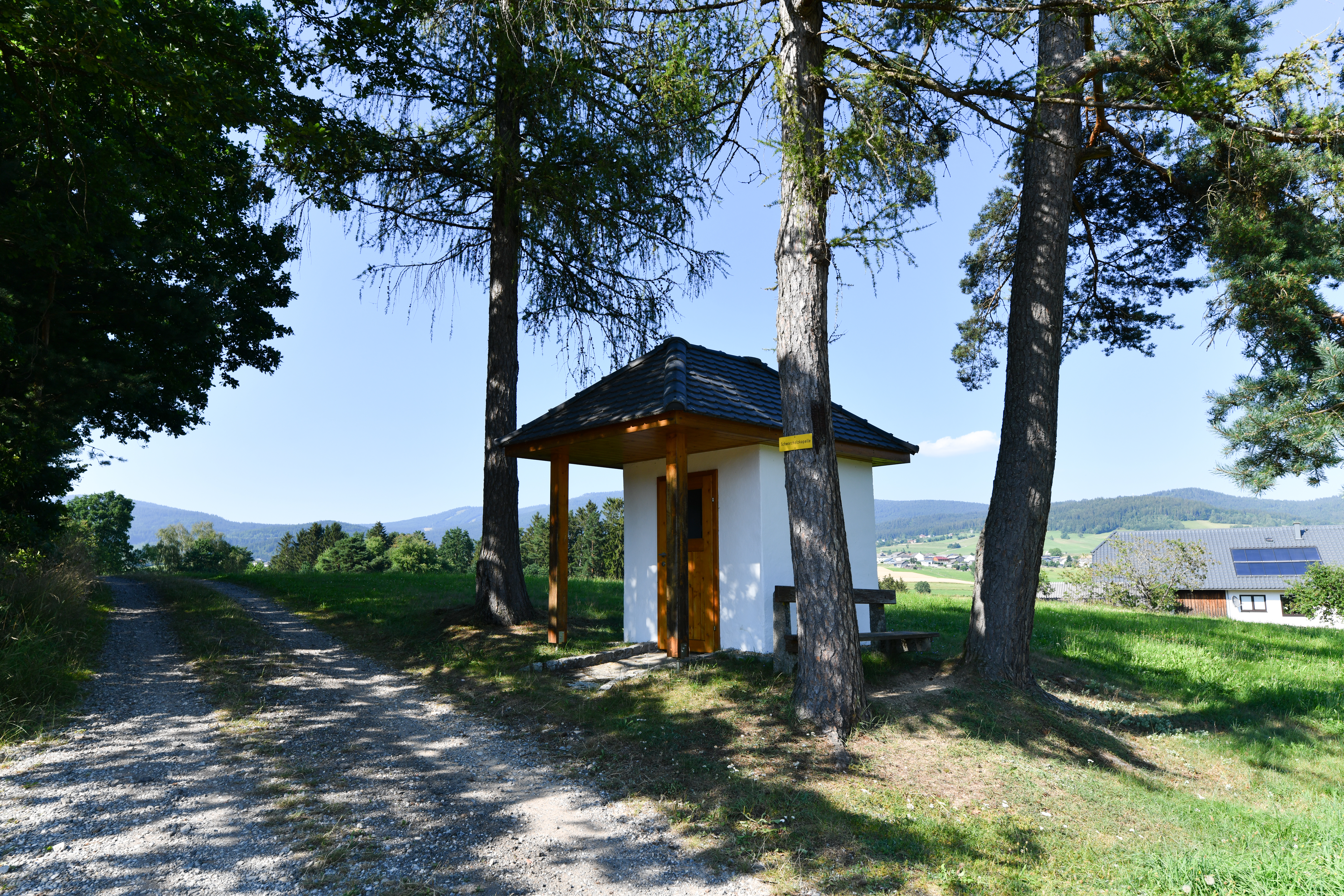
Schwarzholzkapelle

Bei Schwarzholz steht eine Kapelle. Die Berdetschläger Mühle an der Großen Mühl wurde um 1870 erbaut und 1973 stillgelegt. Die Österreichische Naturschutzjugend Haslach pachtete die Mühle 1988 und nutzt sie nach einer Renovierung als Ausgangspunkt für Aktivitäten.